# ゲオルク1世 (ヘッセン＝ダルムシュタット方伯)
ゲオルク1世（ドイツ語：Georg I., 1547年9月10日 - 1596年2月7日）は、ヘッセン＝ダルムシュタット方伯（在位：1567年 - 1596年）。敬虔伯（der Fromme）といわれる。

## 生涯
ゲオルク1世はヘッセン方伯フィリップ1世とクリスティーナ・フォン・ザクセンの息子である。
両親の4人の息子は方伯領を分割相続し、それぞれが独自の領地を持っていた。父フィリップ1世は、年長の息子たちにより大きな領地を相続させることに署名していた。このため末子であったゲオルクは、ヘッセン方伯の約8分の1を受け取った。1567年7月15日、19歳でダルムシュタットの上カッツェンエルンボーゲン伯領を引き継いだ。ゲオルクは以下の父親の遺志に従ったのであった：「ゲオルクは、リュッセルスハイム、ドルンベルク、ダルムシュタット、リヒテンベルク、ラインハイム、ツヴィンゲンベルク、アウアーベルクおよび上カッツェンエルンボーゲン伯領のその他の地にある城、町および支配権を相続する」。ゲオルクの家系を区別するために、「ヘッセン＝ダルムシュタット」の名で呼ばれるようになった。
ゲオルクはダルムシュタットの農業の町を住宅街に変えた。城は拡張され、堀と要塞で強化された。武器庫と厩舎、そして統治のための新しい建物が宮殿に建設された。宮殿の北に拡張された庭園（Herrgarten）も造られた。1572年から1580年にかけて、建築主任のヤコブ・ケッセルフートが邸宅をクラニッヒシュタイン狩猟館に改築した。
ヤコブ・ケッセルフートは、1570年にリヒテンベルク城の建設を開始した。 ヘッセン州南部にあるこの最初のルネッサンス様式の建物は、ゲオルクの治世中に建設された多くの建物のモデルとなった。
ゲオルクの父フィリップ1世は1524年にルター派に改宗し、ゲオルクは自身の伯領でもこの改革を実施した。聖職者と臣民の両方に「正しい信仰」が求められた。それを学ぶために、ゲオルクの支配下で総合的な学校教育が導入され、服従と善悪を同時に教えることとなった。この学校教育は堅信を必要条件とし、ゲオルクは自身の領内で事実上の義務教育を導入した。
ゲオルクの治世は、仕事への熱意、揺るぎない厳しさ、そして非常に厳格な道徳的概念が特徴であった。これがおそらくゲオルクの兄らの方伯領とは対照的に、ヘッセン＝ダルムシュタットが初期近代の魔女狩りに関与した理由とみられる。ゲオルクの治世下で1582年から1590年の間に、11歳前後のヴォルフ・ヴェーバーと16歳前後の少女を含む37回の魔術を理由とする処刑が記録されている。
一方、ゲオルクの支配下では、ダルムシュタットは好景気（人口が倍増）だけでなく、1592年の救貧院の建設や1594年からの城での孤児の教育など、社会システムの基礎づくりも経験した。
ゲオルク1世は1596年2月7日に死去し、ダルムシュタットの町の教会の内陣に埋葬された。ゲオルク夫妻の墓碑銘は重要なルネサンス期の遺跡の1つである。

## 結婚と子女
1572年8月17日にマグダレーナ・ツール・リッペ（1552年2月24日 - 1587年2月26日）と結婚した。
- フィリップ・ヴィルヘルム（1576年）
- ルートヴィヒ5世（1577年 - 1626年） - ヘッセン＝ダルムシュタット方伯
- クリスティナ（1578年 - 1596年） - 1595年にフリードリヒ・マグヌス・フォン・エアバッハと結婚
- エリーザベト（1579年 - 1655年） - 1601年にヨハン・カジミール・フォン・ナッサウ＝ヴァイルブルク＝グライベルクと結婚
- マリー・ヘートヴィヒ（1580年 - 1582年）
- フィリップ3世（1581年 - 1643年） - ヘッセン＝ブッツバッハ方伯
- アンナ（1583年 - 1631年） - 1601年にアルベルト・オットー・ツー・ゾルムス＝ラウバッハ（1576年 - 1610年）と結婚
- フリードリヒ1世（1585年 - 1638年） - ヘッセン＝ホンブルク方伯
- マグダレーネ（1586年）
- ヨハン（1587年）

1589年5月25日にヴュルテンベルク公クリストフの娘エレオノーレと結婚した。
- ハインリヒ（1590年 - 1601年）